# Lake Marion (Neuseeland)
Der Lake Marion ist ein Gebirgssee im Hurunui District der Region Canterbury auf der Südinsel von Neuseeland.

## Geographie
Der Lake Marion befindet sich rund 1,1 km nördlich des Lake Sumner und rund 500 m südsüdöstlich der Quelle des nach Norden abgehenden Kiwi River. Der See, der auf einer Höhe von 661 m anzutreffen ist, besitzt eine Flächenausdehnung von 10,5 Hektar und einen Seeumfang von rund 1,5 km. Er erstreckt sich über eine Länge von rund 635 m in Nord-Süd-Richtung und misst an seiner breitesten Stelle rund 275 m in Ost-West-Richtung.
Der See verfügt über keine erkennbaren Zuläufe, wohingegen ein Abfluss über den Marion Stream am südlichen Ende des Sees lokalisiert werden kann. Der Marion Stream mündet in den Lake Sumner.

## Wanderweg
Ein Wanderweg, der von Osten entlang des Lake Sumner führt, verläuft an der Ostseite des Marion Stream in Richtung Lake Marion, knickt aber zuvor nach Westen ab und trifft auf den Hope Kiwi Track, der knapp 400 m westlich an dem See vorbei nach Norden führt.